# Asif Hossain Khan
Asif Hossain Khan (en bengali : আসিফ হোসেন খান), né le 15 février 1986 à Pabna, est un tireur bangladais.
Médaille d'or en tir à 10 mètres aux Jeux du Commonwealth de 2002, puis aux Jeux d'Asie du Sud de 2004, il représente le Bangladesh aux Jeux olympiques d'été de 2004 et est le porte-drapeau de la délégation bangladaise.
Le 2 octobre 2006, à Dacca, il est violemment battu par des agents de police et souffre d'une fracture du bras et d'autres blessures. 
En 2008, il remporte deux médailles d'or aux Championnats d'Asie du Sud de tir.